# Trochosa modesta
Espèce
Synonymes
- Trochosippa modesta Roewer, 1960

Trochosa modesta est une espèce d'araignées aranéomorphes de la famille des Lycosidae.

## Distribution
Cette espèce est endémique du Mpumalanga en Afrique du Sud,.

## Description
La femelle holotype mesure 13 mm.

## Systématique et taxinomie
Cette espèce a été décrite sous le protonyme Trochosippa modesta par Roewer en 1960. Elle est placée dans le genre Trochosa par Marusik, Nadolny et Koponen en 2020.

## Publication originale
- Roewer, 1960 : Araneae Lycosaeformia II (Lycosidae). Exploration du Parc National de l'Upemba Mission G.F. de Witte, vol. 55, p. 519-1040.